# Synchronized DNA
Synchronized DNA ist ein Duo der beiden japanischen Schlagzeuger Akira Jimbo und Hiroyuki Noritake (T-Square). Sie gaben eine Reihe von Konzerten zusammen mit der Jazz-Fusion Band Casiopea sind aber auch alleine unterwegs.

## Diskografie (Auswahl)

### Alben
- Synchronized Paradise (live) (2005)
- Signal (2005) mit Casiopea

### Videoalben
- Synchronized DNA (2005)
- 5 Stars live (2005) mit Casiopea
- Double Drum Performance (2005)
- Double Drum Performance 2 (2006)
- Are you synchronized? live (2007)